# Coupe COSAFA 2015
Navigation
2013 2016
La Coupe COSAFA 2015 est la quinzième édition de cette compétition organisée par la COSAFA. 
Les matchs se déroulent au Moruleng Stadium (en) de Moruleng et au Royal Bafokeng Stadium de Phokeng, en Afrique du Sud.

## Participants
Pour cette quinzième édition, c'est la Tanzanie, membre de la CECAFA, et le Ghana, membre de l'UFOA, qui sont invités à participer à la COSAFA Cup, pour pallier le forfait de l'Angola et des Comores. En tant que pays organisateur, l'Afrique du Sud entre en lice en quarts de finale, comme cinq autres équipes. 
| Nation                             | Débute                       |
| ---------------------------------- | ---------------------------- |
| Lesotho                            | En phase de groupe           |
| Madagascar                         | En phase de groupe           |
| Maurice                            | En phase de groupe           |
| Namibie                            | En phase de groupe           |
| Seychelles                         | En phase de groupe           |
| Eswatini                           | En phase de groupe           |
| Tanzanie (invité)                  | En phase de groupe           |
| Zimbabwe                           | En phase de groupe           |
| Afrique du Sud (pays organisateur) | Directement en 1/4 de finale |
| Botswana                           | Directement en 1/4 de finale |
| Ghana (invité)                     | Directement en 1/4 de finale |
| Malawi                             | Directement en 1/4 de finale |
| Mozambique                         | Directement en 1/4 de finale |
| Zambie                             | Directement en 1/4 de finale |

## Phase de qualification
Les vainqueurs de chaque groupe se qualifient pour la phase finale. L'Afrique du Sud, le Botswana, le Ghana, le Malawi, le Mozambique et la Zambie sont qualifiés directement pour les quarts de finale.

### Groupe A
| Rang | Équipe     | Pts | J | G | N | P | Bp | Bc | Diff |  | Résultats  |  |     |     |     |
| ---- | ---------- | --- | - | - | - | - | -- | -- | ---- |  | ---------- |  | --- | --- | --- |
| 1    | Namibie    | 7   | 3 | 2 | 1 | 0 | 6  | 1  | +5   |  | Namibie    |  | 4-1 | 2-0 | 0-0 |
| 2    | Zimbabwe   | 6   | 3 | 2 | 0 | 1 | 4  | 4  | 0    |  | Zimbabwe   |  |     | 2-0 | 1-0 |
| 3    | Maurice    | 3   | 3 | 1 | 0 | 2 | 1  | 4  | -3   |  | Maurice    |  |     |     | 1-0 |
| 4    | Seychelles | 1   | 3 | 0 | 1 | 2 | 0  | 2  | -2   |  | Seychelles |  |     |     |     |

### Groupe B
| Rang | Équipe     | Pts | J | G | N | P | Bp | Bc | Diff |  | Résultats  |  |     |     |     |
| ---- | ---------- | --- | - | - | - | - | -- | -- | ---- |  | ---------- |  | --- | --- | --- |
| 1    | Madagascar | 7   | 3 | 2 | 1 | 0 | 5  | 2  | +3   |  | Madagascar |  | 1-1 | 2-1 | 2-0 |
| 2    | Eswatini   | 7   | 3 | 2 | 1 | 0 | 4  | 1  | +3   |  | Eswatini   |  |     | 2-0 | 1-0 |
| 3    | Lesotho    | 3   | 3 | 1 | 0 | 2 | 2  | 4  | -2   |  | Lesotho    |  |     |     | 1-0 |
| 4    | Tanzanie   | 0   | 3 | 0 | 0 | 3 | 0  | 4  | -4   |  | Tanzanie   |  |     |     |     |

## Phase finale
|  | Quarts de finale  | Quarts de finale  | Quarts de finale  | Quarts de finale  |          |          | Demi-finales      | Demi-finales      | Demi-finales                  | Demi-finales                  |                               |                               | Finale            | Finale            | Finale            | Finale            |
|  |                   |                   |                   |                   |          |          |                   |                   |                               |                               |                               |                               |                   |                   |                   |                   |
|  | 24 mai à Moruleng | 24 mai à Moruleng | 24 mai à Moruleng | 24 mai à Moruleng |          |          | 28 mai à Moruleng | 28 mai à Moruleng | 28 mai à Moruleng             | 28 mai à Moruleng             |                               |                               | 30 mai à Moruleng | 30 mai à Moruleng | 30 mai à Moruleng | 30 mai à Moruleng |
|  | 24 mai à Moruleng | 24 mai à Moruleng | 24 mai à Moruleng | 24 mai à Moruleng |          |          | 28 mai à Moruleng | 28 mai à Moruleng | 28 mai à Moruleng             | 28 mai à Moruleng             |                               |                               | 30 mai à Moruleng | 30 mai à Moruleng | 30 mai à Moruleng | 30 mai à Moruleng |
|  | Zambie            | Zambie            | 0                 | (4)               |          |          | 28 mai à Moruleng | 28 mai à Moruleng | 28 mai à Moruleng             | 28 mai à Moruleng             |                               |                               | 30 mai à Moruleng | 30 mai à Moruleng | 30 mai à Moruleng | 30 mai à Moruleng |
|  | Zambie            | Zambie            | 0                 | (4)               |          |          | 28 mai à Moruleng | 28 mai à Moruleng | 28 mai à Moruleng             | 28 mai à Moruleng             |                               |                               | 30 mai à Moruleng | 30 mai à Moruleng | 30 mai à Moruleng | 30 mai à Moruleng |
|  | Namibie           | Namibie           | 0                 | (5)tab            |          |          | 28 mai à Moruleng | 28 mai à Moruleng | 28 mai à Moruleng             | 28 mai à Moruleng             |                               |                               | 30 mai à Moruleng | 30 mai à Moruleng | 30 mai à Moruleng | 30 mai à Moruleng |
|  | Namibie           | Namibie           | 0                 | (5)tab            | Namibie  | Namibie  | 3                 | 3                 |                               |                               |                               |                               | 30 mai à Moruleng | 30 mai à Moruleng | 30 mai à Moruleng | 30 mai à Moruleng |
|  | 25 mai à Phokeng  |                   |                   |                   | Namibie  | Namibie  | 3                 | 3                 |                               |                               |                               |                               | 30 mai à Moruleng | 30 mai à Moruleng | 30 mai à Moruleng | 30 mai à Moruleng |
|  |                   |                   | Madagascar        | Madagascar        | 2        | 2        |                   |                   |                               |                               |                               |                               | 30 mai à Moruleng | 30 mai à Moruleng | 30 mai à Moruleng | 30 mai à Moruleng |
|  | Ghana             | Ghana             | Madagascar        | Madagascar        | 2        | 2        | 1                 | 1                 |                               |                               |                               |                               | 30 mai à Moruleng | 30 mai à Moruleng | 30 mai à Moruleng | 30 mai à Moruleng |
|  | Ghana             | Ghana             | 28 mai à Moruleng |                   |          |          | 1                 | 1                 |                               |                               |                               |                               | 30 mai à Moruleng | 30 mai à Moruleng | 30 mai à Moruleng | 30 mai à Moruleng |
|  | Madagascar        | Madagascar        | 2                 | 2                 |          |          |                   |                   |                               |                               |                               |                               | 30 mai à Moruleng | 30 mai à Moruleng | 30 mai à Moruleng | 30 mai à Moruleng |
|  | Madagascar        | Madagascar        | 2                 | 2                 | Namibie  | Namibie  | 2                 | 2                 |                               |                               |                               |                               |                   |                   |                   |                   |
|  | 24 mai à Moruleng |                   |                   |                   | Namibie  | Namibie  | 2                 | 2                 |                               |                               |                               |                               |                   |                   |                   |                   |
|  |                   |                   | Mozambique        | Mozambique        | 0        | 0        |                   |                   |                               |                               |                               |                               |                   |                   |                   |                   |
|  | Afrique du Sud    | Afrique du Sud    | Mozambique        | Mozambique        | 0        | 0        | 0                 | (6)               |                               |                               |                               |                               |                   |                   |                   |                   |
|  | Afrique du Sud    | Afrique du Sud    |                   |                   |          |          |                   |                   |                               |                               |                               |                               |                   |                   |                   |                   |
|  | Botswana          | Botswana          | 0                 | (7)tab            |          |          |                   |                   |                               |                               |                               |                               |                   |                   |                   |                   |
|  | Botswana          | Botswana          | 0                 | (7)tab            | Botswana | Botswana | 1                 | 1                 | Match pour la troisième place | Match pour la troisième place | Match pour la troisième place | Match pour la troisième place |                   |                   |                   |                   |
|  | 25 mai à Phokeng  |                   |                   |                   | Botswana | Botswana | 1                 | 1                 | Match pour la troisième place | Match pour la troisième place | Match pour la troisième place | Match pour la troisième place |                   |                   |                   |                   |
|  |                   |                   | Mozambique        | Mozambique        | 2        | 2        |                   |                   | 30 mai à Moruleng             | 30 mai à Moruleng             | 30 mai à Moruleng             | 30 mai à Moruleng             |                   |                   |                   |                   |
|  | Mozambique        | Mozambique        | Mozambique        | Mozambique        | 2        | 2        | 2                 | (5)tab            | 30 mai à Moruleng             | 30 mai à Moruleng             | 30 mai à Moruleng             | 30 mai à Moruleng             |                   |                   |                   |                   |
|  | Mozambique        | Mozambique        |                   |                   |          |          |                   | (5)tab            |                               |                               | Madagascar                    | Madagascar                    | 2                 | 2                 |                   |                   |
|  | Malawi            | Malawi            | 2                 | (4)               |          |          |                   |                   |                               |                               | Madagascar                    | Madagascar                    | 2                 | 2                 |                   |                   |
|  | Malawi            | Malawi            | 2                 | (4)               | Botswana | Botswana | 1                 | 1                 |                               |                               |                               |                               |                   |                   |                   |                   |
|  |                   |                   |                   |                   |          |          |                   |                   |                               |                               |                               |                               |                   |                   |                   |                   |

|  | Barrages          | Barrages          | Barrages          | Barrages          |        |        | Match pour la cinquième place | Match pour la cinquième place | Match pour la cinquième place | Match pour la cinquième place |
|  |                   |                   |                   |                   |        |        |                               |                               |                               |                               |
|  | 27 mai à Moruleng | 27 mai à Moruleng | 27 mai à Moruleng | 27 mai à Moruleng |        |        | 29 mai à Phokeng              | 29 mai à Phokeng              | 29 mai à Phokeng              | 29 mai à Phokeng              |
|  | Zambie            | Zambie            | 3                 | 3                 |        |        | 29 mai à Phokeng              | 29 mai à Phokeng              | 29 mai à Phokeng              | 29 mai à Phokeng              |
|  | Zambie            | Zambie            | 3                 | 3                 |        |        | 29 mai à Phokeng              | 29 mai à Phokeng              | 29 mai à Phokeng              | 29 mai à Phokeng              |
|  | Ghana             | Ghana             | 0                 | 0                 |        |        | 29 mai à Phokeng              | 29 mai à Phokeng              | 29 mai à Phokeng              | 29 mai à Phokeng              |
|  | Ghana             | Ghana             | 0                 | 0                 | Zambie | Zambie | 0                             | 0                             |                               |                               |
|  | 27 mai à Moruleng |                   |                   |                   | Zambie | Zambie | 0                             | 0                             |                               |                               |
|  |                   |                   | Malawi            | Malawi            | 1      | 1      |                               |                               |                               |                               |
|  | Afrique du Sud    | Afrique du Sud    | Malawi            | Malawi            | 1      | 1      | 0                             | (4)                           |                               |                               |
|  | Afrique du Sud    | Afrique du Sud    |                   |                   |        |        |                               | (4)                           |                               |                               |
|  | Malawi            | Malawi            | 0                 | (5) tab           |        |        |                               |                               |                               |                               |
|  | Malawi            | Malawi            | 0                 | (5) tab           |        |        |                               |                               |                               |                               |

| Vainqueur de la Coupe COSAFA 2015 : Namibie ¨Premier titre |